# Sjeik Zayidstadion
Het Sjeik Zayidstadion is een sportstadion in Abu Dhabi in de Verenigde Arabische Emiraten.
Het stadion is vernoemd naar sjeik Zayid bin Sultan al Nuhayyan, de oprichter en voorzitter van de voetbalbond van de Verenigde Arabische Emiraten. Naar hem is ook een cricketstadion in Abu Dhabi vernoemd. Het werd in januari 1980 geopend en had toen 60.000 plaatsen.
Het stadion wordt vooral voor voetbal gebruikt. In 1996 werd het stadion gebruikt voor de Azië Cup, inclusief de finale. Vanwege FIFA-regels werd de capaciteit in 2003 teruggebracht tot 49.500 voor het wereldkampioenschap voetbal –20. In 2009 en 2010 was het stadion in gebruik voor het wereldkampioenschap voetbal voor clubs.